# Rafa Marín
Rafael Marín Zamora (* 19. května 2002) je španělský profesionální fotbalista, který hraje na pozici středního obránce za italský klub SSC Neapol.

## Klubová kariéra

### Real Madrid
Marín debutoval za Real Madrid Castilla 2. května 2021, když nastoupil jako náhradník při vítězství 3:1 nad Badajozem. Později, 22. prosince 2021, byl poprvé povolán do prvního týmu, kdy proseděl celý zápas na lavičce při vítězství 2:1 nad Athletic Bilbao v La Lize.

#### Hostování v Alavés
Dne 28. července 2023 byl Marín poslán na roční hostování do Alavés do 30. června 2024.

### Neapol
Dne 10. července 2024 podepsal Marín smlouvu na 5 let s klubem SSC Neapol.

## Statistiky

### Klubové
Platí k zápasu hranému 27. dubna 2025.
| Klub                 | Sezóna            | Liga               | Liga   | Liga | Národní pohár | Národní pohár | Ostatní | Ostatní | Celkově | Celkově |
| Klub                 | Sezóna            | Soutěž             | Zápasy | Góly | Zápasy        | Góly          | Zápasy  | Góly    | Zápasy  | Góly    |
| -------------------- | ----------------- | ------------------ | ------ | ---- | ------------- | ------------- | ------- | ------- | ------- | ------- |
| Real Madrid Castilla | 2020/21           | Segunda División B | 2      | 0    | —             | —             | —       | —       | 2       | 0       |
| Real Madrid Castilla | 2021/22           | Primera Federación | 27     | 1    | —             | —             | —       | —       | 27      | 1       |
| Real Madrid Castilla | 2022/23           | Primera Federación | 36     | 2    | —             | —             | 4       | 1       | 40      | 3       |
| Real Madrid Castilla | Celkově           | Celkově            | 65     | 3    | —             | —             | 4       | 1       | 69      | 4       |
| Alavés (hostování)   | 2023/24           | La Liga            | 33     | 0    | 2             | 0             | —       | —       | 35      | 0       |
| Neapol               | 2024/25           | Serie A            | 4      | 0    | 2             | 0             | —       | —       | 6       | 0       |
| Celkově v kariéře    | Celkově v kariéře | Celkově v kariéře  | 102    | 3    | 4             | 0             | 4       | 1       | 110     | 4       |

## Úspěchy
Neapol
- Serie A: 2024/25